# Fahrwegprüfung
Fahrwegprüfung (Abkürzung: Fpr) ist ein Begriff aus dem Eisenbahnbetrieb. Gemeint ist das Überprüfen des signaltechnisch zu sichernden Schienenfahrweges innerhalb eines Stellbereiches, bevor ein Eisenbahnzug fahren darf.
Eisenbahnzüge können wegen der geringen Reibung zwischen Rad und Schiene und des daraus resultierenden langen Bremsweges – anders als Straßenfahrzeuge – nur in einigen wenigen Ausnahmefällen auf Sicht fahren. Für Zugfahrten muss daher das Freisein des Fahrweges festgestellt sein, bevor sie durch das Auffahrtstellen des Hauptsignals zugelassen werden.
Die Fahrwegprüfung muss in der Regel „durch Hinsehen“ (früherer Fachbegriff: „durch Augenschein“) vorgenommen werden (in kürzeren nicht einsehbaren Gleisbereichen darf geprüft werden, indem das vollständige Durchfahren jeder Fahrt inklusive Zugschlusssignal überprüft wird). Aus diesem Grund ließ sich der Stellbezirk eines Stellwerks nicht über den Sichtbereich hinaus ausdehnen. Für die älteren noch in Betrieb befindlichen Stellwerksbauformen, dazu gehören mechanische und elektromechanische Stellwerke, gilt dies überwiegend.
Relaisstellwerke und Elektronische Stellwerke arbeiten mit Gleisfreimeldeanlagen, die das Freisein des Fahrweges selbsttätig feststellen und im Regelbetrieb die Fahrwegprüfung durch Hinsehen ersetzen. Ohne diese erfolgreiche Freiprüfung ist eine Fahrtstellung des Hauptsignals nicht möglich.
Auf der freien Strecke wird das Freisein von Eisenbahnfahrzeugen vor Zugfahrten mittels Streckenblock und/oder manuell durch die Rückmeldung gesichert.